# Dryoscopus sabini
Cubla-de-sabine ou picanço-de-almofadinha-de-bico-grosso (Dryoscopus sabini) é uma espécie de ave da família Malaconotidae.
Pode ser encontrada nos seguintes países: Angola, Benin, Camarões, República Centro-Africana, República do Congo, República Democrática do Congo, Costa do Marfim, Guiné Equatorial, Gabão, Gana, Guiné, Libéria, Nigéria e Serra Leoa.
Os seus habitats naturais são: florestas subtropicais ou tropicais húmidas de baixa altitude e pântanos subtropicais ou tropicais.